# Lynne Cheney
Lynne Ann Cheney (született Lynne Vincent) (Casper, 1941. augusztus 14. –) amerikai író, kutató, televíziós műsorvezető. Az Egyesült Államok 46. alelnöke, Dick Cheney felesége. Férje alelnöki pozíciója mellett (2001 és 2009 között) ún. second lady volt.

## Gyermekkor, tanulmányok
Lynne Ann Vincent 1941. augusztus 14-én született Casper városában, Wyoming államban. Anyja, Edna Lolita (született Lybyer), sheriff helyettesként szolgált, apja, Wayne Edwin Vincent pedig mérnök volt. Mormon ősöktől származik, dán, svéd, angol, ír, valamint walesi felmenőkkel is rendelkezik. Presbiteriánusként nevelték, Dick Cheneyvel való házasságkötésekor lett metodista.
BA fokozatú diplomáját angol irodalomból a Coloradoi főiskolán szerezte, ahol a Kappa Alpha Theta diákörnek is tagja volt. Az MA fokozatot a Coloradói Egyetemen Boulder-ben szerezte meg, majd PhD fokozatot is szerzett a Wisconsin–Madison Egyetemen. Itt a 19. századi angol irodalom volt a témája.

## Karrier
Cheney hatodik elnöke volt a Nemzeti Humanitárius Alapítványnak 1986 és 1993 között. 1995-ben megalapította a felsőoktatás megreformálásáért dolgozó Amerikai Vagyonkezelők Tanácsa nevezetű alumnit.
1995 és 1998 között Cheney a CNN Crossfire című műsorának volt a házigazdája, ebben a szerepében Tony Snow-t váltotta.
Férje beiktatásáig a Lockheed Corporation elnökségi tagjaként évi 120 000 dollárt keresett (1994–2001), ekkor azonban ezt a pozícióját feladta.
Felmerült a neve mint potenciális republikánus alelnökjelölt George W. Bush oldalán. Végül férje, Dick Cheney töltötte be a posztot.
Férje beiktatása után mint second lady Eminemmel került összetűzésbe, átvéve Al Gore és felesége, Tipper harcát (akik még demokrata elnökjelöltként kezdték meg hadjáratukat), komolyan szembeszállt a szexuális és erőszakos tartalmakat szolgáltató zenei, illetve videojátékcégekkel.
A The Daily Show egy 2007-es adásában kikelt a melegházasságot tiltó alkotmánykiegészítés ellen. Ennek oka, hogy bár ő és férje is a metodista egyház, így egy a melegházasságot mereven elutasító egyház tagjai, lányuk, Mary, felvállalja leszbikusságát. 2012 óta él házastársi kapcsolatban partnerével.

## Család
Egy bátyja van, Mark Vincent, aki Wyomningban él feleségével, Lindával. 1964 óta Richard "Dick" Cheney férje. Két lányuk: Elizabeth Cheney és Mary Cheney, valamint hét unokájuk van. Elizabeth férje, Philip Perry a védelmi osztály jogtanácsosaként dolgozott. Öt gyerekük van. Mary 1969-ben született. Leszbikus, párjával Heather Roan Poe-val Great Falls városában élnek, Virginiában.

## Könyvei

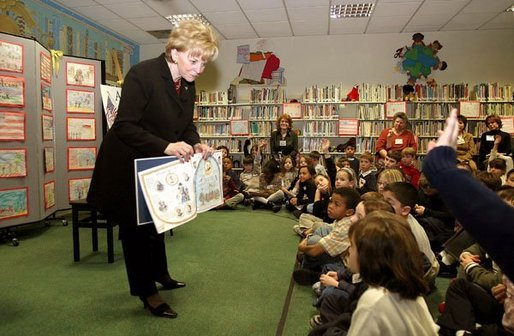
Lynne Cheney az America: A Patriotic Primer című könyvének bemutatóján nyújt át egy példányt egy vicenzai diáknak (2004)

Lynne Cheney az alábbi könyveknél működött közre szerzőként, illetve társszerzőként :
- Executive Privilege (1979) (ISBN 0-671-24060-9)
- Sisters (1981; New American Library, Penguin Group) (ISBN 0-451-11204-0)
- American Memory: A Report on the Humanities in the Nations Public Schools (1987) (ISBN 0-16-004284-4)
- Academic Freedom (1992) (ISBN 1-878802-13-5)
- Telling the Truth (1995) (ISBN 0-684-82534-1)
- Kings of the Hill: How Nine Powerful Men Changed the Course of American History (1996) (ISBN 0-7567-5864-5)
- The Body Politic: A Novel (2000) (ISBN 0-312-97963-0)
- America: A Patriotic Primer (2002) (ISBN 0-689-85192-8)
- A is for Abigail : An Almanac of Amazing American Women (2003) (ISBN 0-689-85819-1)
- When Washington Crossed the Delaware: A Wintertime Story for Young Patriots (2004) (ISBN 0-689-87043-4)
- A Time for Freedom: What Happened When in America (2005) (ISBN 1-4169-0925-7)
- Our 50 States: A Family Adventure Across America (2006) (ISBN 0-689-86717-4)
- Blue Skies, No Fences: A Memoir of Childhood and Family (2007) (ISBN 978-1-4165-3288-0)
- We the People: The Story of Our Constitution (2008) (ISBN 1-4169-5418-X)
- James Madison: A Life Reconsidered (2014) (ISBN 978-0-670-02519-0)

## Szenátusi pozíció, Wyoming
Craig L. Thomas 2007-es halálakor felmerült, hogy Cheney veszi át a helyét az Amerikai Egyesült Államok Szenátusában. Bár szóvivője elismerte, hogy fontolgatja az indulást, végül nem jelentkezett a pozícióra. Ha megválasztják, akkor ő lett volna a második korábbi second lady, aki később a szenátusi tagja is lett Muriel Humphrey után.

## Fordítás
- Ez a szócikk részben vagy egészben  a   Lynne Cheney című angol Wikipédia-szócikk ezen változatának fordításán alapul.  Az eredeti cikk szerkesztőit annak laptörténete sorolja fel. Ez a jelzés csupán a megfogalmazás eredetét és a szerzői jogokat jelzi, nem szolgál a cikkben szereplő információk forrásmegjelöléseként.

| Előző Tipper Gore | Az Amerikai Egyesült Államok first ladyje 2001–2009 | Következő Jill Biden |